# Ron Smerczak
Ron Smerczak (* 3. Juli 1949 in England; † 12. Mai 2019 in Südafrika) war ein südafrikanischer Schauspieler und Synchronsprecher. Er spielte überwiegend in südafrikanischen Fernsehserien und Kinofilmen mit.

## Leben
Smerczak besuchte das National Youth Theatre of Great Britain von 1965 bis 1970. Nebenbei besuchte er von 1969 bis 1971 die Royal Academy of Dramatic Art in London. Später erhielt er seinen akademischen Grad von der Universität Cardiff.
Er starb im Alter von 69 Jahren am 12. Mai 2019.

## Karriere
Smerczak trat in zahlreichen südafrikanischen Fernsehshows auf. Außerdem spielte er in mehreren Filmen, darunter American Ninja 4, Jackie Chan ist Nobody und Cyborg Cop, mit.

## Filmographie
- 1986: Shaka Zulu
- 1990: American Fighter 4 – Die Vernichtung
- 1993: Cyborg Cop
- 1997: Dangerous Ground
- 1998: Jackie Chan ist Nobody
- 2003: Stander
- 2009: Die drei ??? – Das verfluchte Schloss
- 2009: Amelia
- 2009: Finding Lenny